# سيد عبد الله نوري
سيد عبد الله نوري مؤسس ومرشد روحي ورئيس سابق لحزب النهضة الإسلامي في طاجيكستان ، ورئيس مجلة منبر الإسلام، ساهم في توقيع اتفاقية السلام مع الحكومة الطاجيكستانية في 27 يونيو عام 1997 وتم تشكيل اللجنة للمصالحة القومية واختير رئيسا لها، وله مؤلفات كثيرة من أهمها ما وراء السياسة عام 1996، الحاضر والمستقبل في طاجيكستان عام 2000 ونظرة في حقوق الإنسان من وجهة نظر الإسلام ومذكرات السلام وماذا يعني الاستقلال عام 2001 ورسائل مختلفة في الفقه والتفسير والثقافة والحكم، نال جائزة إسماعيل ساماني الدولية تقديراً لجهوده في استقرار السلام والوفاق القومي في طاجيكستان. توفي في 9 أغسطس عام 2006 بعد صراع مع مرض عضال.

## النشأة
ولد عبد الله نوري في قرية آشتيان بناحية طويلدره في 15 مارس 1947 بعد الانتهاء من المدرسة الثانوية عام 1964 التحق بمعهد الهندسة المعمارية في مدينة قرغان تيبه وتخرج منه ثم اشتغل مهندساً معمارياً حتي عام 1986 تلقى علوم الدين الأساسية عند الشيخ صيام الدين نجم الدين ثم تتلمذ على يد القارئ محمد جان خوقندي والمعروف باسم مولوي هندوستاني فدرس عنده التفسير والحديث والسيرة والتاريخ والصرف والنحو والمعاني والمنطق والأدب.

## حياته السياسية
في 20 أبريل عام 1973 أسس مع بعض تلامذته حركة نهضة الشباب الإسلامي في طاجيكستان والتي تعتبر أولى المنظمات السياسية الإسلامية خلال الحكم الشيوعي ثم تغير اسم الحركة إلى حزب النهضة الإسلامية في طاجكستان.
في شهر يونيو عام 1986 اعتقلته قوات الأمن السوفياتي، وفي فبراير عام 1987 أصدرت المحكمة بمدينة قرغان تيبه الحكم عليه بالسجن لمدة عام ونصف بتهمة نشر الأخبار الكاذبة التي تسيء إلى سمعة الحكومة الشيوعية وأرسلته إلى سجون سيبريا لقضاء مدة السجن المقررة. استمر وبعد عودته من السجن نشاطه الحركي حيث كان ينتقل بين المدن والنواحي يلتقي بالعلماء والمثقفين ويحثهم على القيام بواجبهم الديني نحو أمتهم والانضمام للحزب ومن عام 1989 وحتى 1992 شغل عبد الله نوري منصب رئيس التحرير لمجلة منبر الإسلام الصادرة من المركز الإسلامي في طاجيكستان حينئذ.
هاجر إبان اندلاع الحرب الأهلية في عام 1993 إلى أفغانستان مع سائر المهاجرين وقوى هناك حركة النهضة الإسلامية وترأس هذه الحركة التي دخلت في النضال مع الحكومة لنيل حقوق المهاجرين، وبعد نضال سنتين بدأت الحركة بزعامته مفاوضات السلام وذلك في أبريل من عام 1995 واستمرت المفاوضات عامين التقى خلالها مع رئيس الجمهورية إمام على رحمانوف سبع مرات خارج البلاد حتي تم توقيع اتفاقية السلام بينهما في 27 يونيو عام 1997 وتم تشكيل اللجنة للمصالحة القومية واختير عبد الله نوري رئيسا لها.

## حياته الشخصية
تزوج وعنده خمسة بنين وثلاث بنات،

## وفاته
وافته المنية في 9 أغسطس عام 2006 بعد صراع مع مرض عضال.

## اقرأ أيضاً
- حسن البنا
- تقي الدين النبهاني